# A Son of Man
A Son of Man: La maldición del tesoro de Atahualpa es una película drama y aventura ecuatoriana del 2018 dirigida por Luis Felipe Fernández-Salvador y codirigida por Pablo Agüero. Está protagonizada por Luis Felipe Fernández-Salvador y Boloña, Luis Felipe Fernández-Salvador y Campodónico y Lily Van Ghemen.
La cinta tomó 11 años en realizarse y fue filmada en locaciones inexploradas de Ecuador, utilizando prototipos de cámaras (inspirados por drones).
Fue propuesta por Ecuador como candidata al Óscar a la categoría Mejor película de habla no inglesa en la edición 91° de los Premios de la Academia.

## Sinopsis
Tras la muerte de su abuelo, Pipe, un adolescente ecuatoriano que ha sido criado en Estados Unidos recibe una carta de su padre, Luis Felipe, quien le pide que regrese a Ecuador y se una a él en una expedición para buscar el tesoro perdido de los Incas. Pipe acepta y junto a un peculiar grupo de expedicionarios, entre los que se encuentra Lily, la misteriosa novia de Luis Felipe, se internan en los Llanganates, donde vivirán una experiencia que cambiará por completo el rumbo de sus vidas.

## Reparto
| Actor                                        | Personaje               |
| -------------------------------------------- | ----------------------- |
| Luis Felipe Fernández-Salvador y Boloña      | Él mismo, Pipe          |
| Luis Felipe Fernández-Salvador y Campodónico | Él mismo, padre de Pipe |
| Lily Aimée Juliette van Ghemen               | Lily                    |
| Fernando Cunuhay Yanchapaxi                  | Cunuhay                 |
| Andrés Fernández-Salvador y Zaldumbide       | Abuelo                  |
| Byron Chacaguasay                            | Byron                   |
| Ramón Cobeña Álava                           | Mayordomo               |
| Eugenio Francisco Vargas                     | Sacerdote               |
| Manri Ovidio Rodríguez                       | Manri                   |
| Fabricio Rodríguez Ortiz                     | Bon Ice                 |
| Segundo Agustín Lazo Huarco                  | Chamán                  |

## Premios y nominaciones
En 2019, el filme fue seleccionado para representar oficialmente a Ecuador en la categoría de Mejor Película Internacional de la edición 91 de los Premios Oscar, además, fue nominado en importantes festivales de cine de Europa y América del Norte, obteniendo varios galardones, entre ellos: El Gran Premio del Festival de Rhode Island (USA) y el Premio al Mejor Documental del Festival de Terra Di Sienna (Italia).

## Precuela
En una entrevista publicada por El Universo, el director de la película, Luis Felipe Fernández-Salvador, aseguró que se encontraba produciendo la precuela de la cinta. “A Son of Man: la historia del cazador” es el título provisional del largometraje, con el que busca revelar el trasfondo de los personajes presentados en la primera parte. Llegaría a las salas de cine en 2020.

## Récord
Un hito importante de la película es que se mantuvo por 15 semanas consecutivas en carteleras de Ecuador, convirtiéndose así en el primer filme de cine independiente en alcanzar este récord en el país.